# یکسره مجنون او
یکسره مجنون او (فرانسوی: Toutes folles de lui‎) یک فیلم کمدی فرانسوی-ایتالیایی به کارگردانی نوربر کربونو است که در سال ۱۹۶۷ میلادی منتشر شد.

## بازیگران
- روبر هیرش
- سوفی دماره
- ادویژ فنش
- ماریا لاتور
- ژولین گیومار
- ژان-پیر ماریل
- ژان-ژاک دلبو
- ماریزا مرلینی